# Gare de Leforest
Pour les articles homonymes, voir Gare de Forest.
La gare de Leforest est une gare ferroviaire française de la ligne de Paris-Nord à Lille, située sur le territoire de la commune de Leforest dans le département du Pas-de-Calais, en région Hauts-de-France.
Elle est mise en service en 1846 par la Compagnie des chemins de fer du Nord.
C'est une gare de la Société nationale des chemins de fer français (SNCF) desservie par des trains TER Hauts-de-France.

## Situation ferroviaire
Établie à 24 mètres d'altitude, la gare de Leforest est située au point kilométrique (PK) 224,227 de la ligne de Paris-Nord à Lille, entre les gares de Pont-de-la-Deûle et d'Ostricourt.

## Histoire

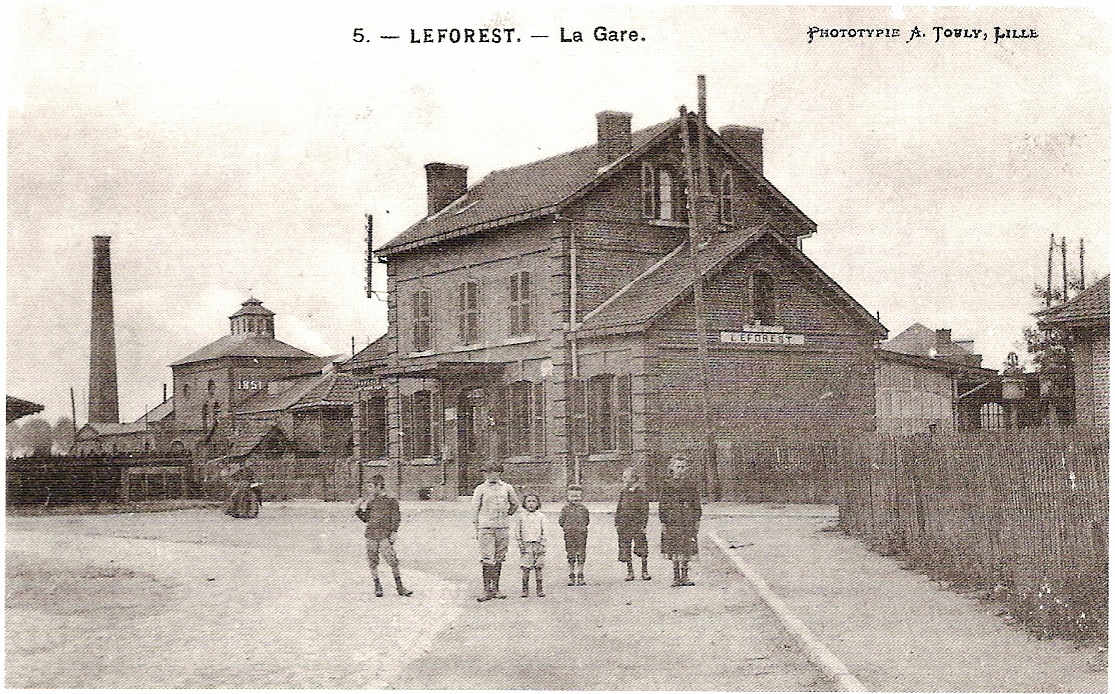
La gare vers 1900.

La « station de Leforest » est mise en service le 1er avril 1846 par la Compagnie des chemins de fer du Nord, lorsqu'elle ouvre la section d'Arras à la frontière de sa ligne de Paris à Lille et à la frontière belge.

## Fréquentation
Selon les estimations de la SNCF, la fréquentation annuelle de la gare s'élève aux nombres indiqués dans le tableau ci-dessous.
| Année                      | 2022    | 2021    | 2020    | 2019    | 2018    | 2017    | 2016    | 2015    |
| -------------------------- | ------- | ------- | ------- | ------- | ------- | ------- | ------- | ------- |
| Nombre de voyageurs        | 226 347 | 189 079 | 186 332 | 270 847 | 239 341 | 248 146 | 224 614 | 222 919 |
| Voyageurs et non voyageurs | 282 934 | 236 349 | 232 915 | 338 559 | 299 177 | 310 182 | 280 768 | 278 649 |

## Service des voyageurs

### Accueil
Gare SNCF, elle dispose d'un bâtiment voyageurs, avec guichet, ouvert du lundi au vendredi uniquement le matin et fermé les samedis, dimanches et jours fériés. Elle est équipée d'automates pour l'achat de titres de transport.
Un souterrain permet la traversée des voies et le passage d'un quai à l'autre.

### Desserte
Leforest est desservie par des trains TER Hauts-de-France, sur la relation de Douai à Lille-Flandres.

### Intermodalité
Un parc pour les vélos et un parking pour les véhicules y sont aménagés. 
Elle est desservie par la ligne 21 réseau Tadao et par la ligne 2 du réseau douaisien Évéole.
Elle est également desservie par la ligne 853 du réseau interurbain Arc-en-Ciel 2.